# José Luis Méndez Romeu
José Luis Méndez Romeu (La Coruña, 1951) es un político español.

## Biografía
Se licenció en Pedagogía y milita en el PSdeG. Fue concejal de Educación y Cultura del Municipio de La Coruña desde 1987 hasta 2003 y de Urbanismo y Vivienda de 2003 a 2004. También ejerció de responsable de Educación del grupo socialista en el Parlamento de Galicia en su etapa de diputado (1994-2004). Entre 2004 y 2005 fue Secretario de Estado de Cooperación Territorial. Desde el 2 de agosto de 2005 hasta 2009 fue Consejero de Presidencia, Administración Pública y Justicia de la Junta de Galicia.
El 8 de octubre de 2013 es nombrado portavoz del Grupo Parlamentario Socialista en el Parlamento de Galicia.

## Cargos desempeñados
- Concejal de Educación y Cultura del Ayuntamiento de La Coruña (1987-2003).
- Concejal de Urbanismo y Vivienda del Ayuntamiento de La Coruña (2003-2004).
- Secretario de Estado de Cooperación Territorial de España (2004-2005).
- Diputado del Parlamento de Galicia (1994-2004).
- Consejero de Presidencia, Administración Pública y Justicia de la Χunta de Galicia (2005-2009).
- Diputado del Parlamento de Galicia (2009-2016).
- Portavoz del Grupo Socialista en el Parlamento de Galicia (2013-2016).